# 1815 en science
| Années de la science : 1812 - 1813 - 1814 - 1815 - 1816 - 1817 - 1818    |
| Décennies de la science : 1780 - 1790 - 1800 - 1810 - 1820 - 1830 - 1840 |

Cet article présente les faits marquants de l'année 1815 en science.

## Événements
- 6 mars : l'astronome allemand Heinrich Olbers découvre une comète périodique[1] nommée en son honneur 13P/Olbers[2].
- 5 - 10 avril : éruption volcanique du volcan Tambora, de l'île de Sumbawa en Indonésie[3]

- 1er août : entrée en vigueur de l’Apothecaries Act, qui interdit aux gens non qualifiés la pratique de la médecine en Angleterre et au pays de Galles[4].
- 3 octobre : une météorite tombe à Chassigny en Haute-Marne ; c'est la première météorite martienne répertoriée[5].
- 15 octobre : le physicien français Augustin Fresnel adresse à l’Académie des sciences un Premier mémoire sur la diffraction de la lumière. Il conçoit une théorie ondulatoire de la lumière pour laquelle il remporte le prix de l'Académie le 15 mars 1819[6].
- 9 novembre : le chimiste britannique Humphry Davy présente à la Société royale de Londres un mémoire sur le grisou et les moyens d'éclairer les mines[7] ; il met au point les premières lampes de sécurité pour mineurs et le premier essai d'une Davy lamp (en) a lieu à Hebburn le 9 janvier 1816[8].

- Dans un mémoire intitulé Du rapport entre les pesanteurs spécifiques des corps dans leur état gazeux, et des poids de leurs atomes[9], William Prout fait l'hypothèse que tous les masses atomiques des éléments chimiques sont des multiples entiers de celle de l'hydrogène. Sa théorie suscite des controverses dans la communauté scientifique pendant un siècle[10].

## Publications
- Jean-Baptiste de Lamarck : Histoire naturelle des animaux sans vertèbres (1815–1822).
- William Smith : A Delineation of the Strata of England and Wales, with part of Scotland , première carte géologique du Royaume-Uni.

## Prix
- Médailles de la Royal Society
  - Médaille Copley : David Brewster pour son mémoire Sur la polarisation de la lumière par réflexion .

## Naissances

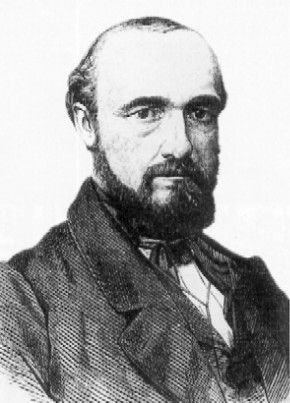
Karl August Wunderlich

- 18 janvier : Warren de la Rue (mort en 1889), astronome et chimiste britannique.
- 21 janvier : Horace Wells (mort en 1848), dentiste américain.

- 12 février :
  - Edward Forbes (mort en 1854), naturaliste britannique.
  - Pierre Manguin (mort en 1869), architecte et archéologue français.

- 8 avril : Andrew Graham (mort en 1908), astronome irlandais.
- 22 avril : Wilhelm Peters (mort en 1883), zoologiste et explorateur allemand.

- 14 mai : Emile Plantamour (mort en 1882), astronome suisse.

- 3 juin : Honoré Chavée (mort en 1877), anthropologue et linguiste belge.

- 17 juillet : George Gibbs (mort en 1873), géologue et ethnologue américain.

- 4 août : Karl August Wunderlich († 1877), médecin allemand auteur de travaux fondateurs sur la fièvre.
- 15 août : Alexander von Keyserling (mort en 1891), paléontologue, géologue et naturaliste allemand.

- 12 septembre : Edmond Tulasne (mort en 1885), botaniste et mycologue français.
- 16 novembre : George Charles Wallich (mort en 1899), médecin et biologiste marin britannique.

## Décès
- 15 janvier : Thomas Bugge (né en 1740), mathématicien, astronome et géographe danois.
- 22 février : Smithson Tennant (né en 1761), chimiste anglais, découvreur de l'iridium et de l'osmium.

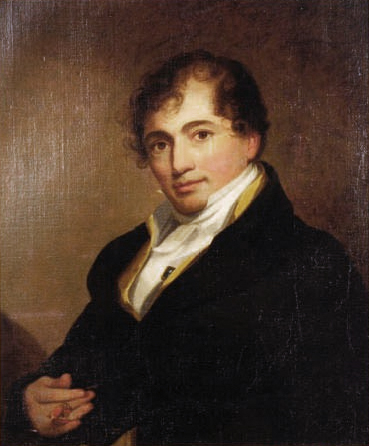
Robert Fulton

- 1er avril : Tommaso Valperga di Caluso (né en 1737), homme de lettres, orientaliste et mathématicien italien.
- 10 avril : William Roxburgh (né en 1759), médecin et botaniste écossais.
- 26 avril : Carsten Niebuhr (né en 1733), cartographe, géomètre-expert, et explorateur allemand qui consacra sa carrière au service du Danemark.

- 21 mai : William Nicholson (né en 1753), chimiste anglais.

- 20 juillet : Jean Baptiste Louis d'Audibert de Férussac (né en 1745), officier d'artillerie et géologue français.

- 15 août : Eugène Louis Melchior Patrin (né en 1742), minéralogiste et naturaliste français.

- 28 septembre : Nicolas Desmarest (né en 1725), géographe français.

- 31 octobre : Francis Wollaston (né en 1731), prêtre anglican et un astronome anglais.

- 6 décembre : Hippolyte-Victor Collet-Descotils (né en 1773), chimiste et minéralogiste français.